# ミス・パイロット
『ミス・パイロット』（英語表記： Miss PILOT ）は、2013年10月15日から12月24日まで毎週火曜日21:00 - 21:54に、フジテレビ系の「火曜9時枠」で放送された日本のテレビドラマ。主演は堀北真希で、旅客機のパイロットを目指す候補生を演じた。撮影には全日本空輸（ANA）が全面協力しており、作中にも実名で登場する。

## キャスト

### 全日本空輸

#### パイロット候補生グループA（B6-68A）
2010年4月1日付で入社。
手塚 晴（てづか はる）
演 - 堀北真希
無邪気な性格で、知らぬ間に自分のペースに引き込み、相手を苛立たせることもあるが、そのことに全く気付いていない。実家は蒲田で居酒屋を営んでいて、何か迷いができたら太巻きを切らずに食べて考える癖がある。
定まった目標もなく様々な業種の就職試験に臨むが、どの会社も結果は不合格だった。CAやグランドスタッフ、整備士の試験にも落ち、安易な気持ちで受験した自社養成パイロットの採用試験で搭乗したフライトシミュレーターで空を飛ぶ感動に触れ、初めて夢と呼べる目標ができた。乗客として飛行機に乗った経験すらなかったが、訓練を通じて教官や仲間達に助けられつつ成長していく。
母を自分の初フライト時に乗せるのが夢だったが、がんで亡くなってしまったため叶わなかった。最終回で国木田に「あまり好きじゃないです」と告げる。機長が元教官の国木田が担当する羽田 - 新千歳便の副操縦士でパイロットデビューするが、気象の悪化で結果的に羽田に引き返すというトラブルデビューとなった。
小田 千里（おだ ちさと）
演 - 相武紗季（幼少期：吉岡千波）
東京大学理学部物理学科卒で、中学から大学まで弓道部に所属。ANAのパイロットである篠崎の娘。両親は幼い頃に離婚していて、母と二人暮らしをしていた。物事をはっきり言う性格で、自分にも他人にも厳しい。
2年前に自社養成パイロット試験を受けようとしていたが、乗客の安全を考えると急に足が竦み怖くなり、一度受験を見送る。試験で出会った晴には当初冷たく当たっていたが、共に訓練を重ねていく内に打ち解けていき、良き友人となった。
座学、実技共に手塚たち同期の中で飛び抜けて優秀であるが、飛行機を操縦している際に何かしらのトラブルがあるとパニックになり操縦ができなくなってしまう。計器飛行試験の際に、一回目はバードストライク、二回目は前方機とのニアミスでパニックをおこし、計器飛行試験で不合格となってしまう。計器飛行試験で脱落した時は航空関係の仕事を諦め、ANAを辞めようかと悩んでいたが、ディスパッチャーを新たな目標として会社に残ることを決意し、ディスパッチャーアシスタントとして他のパイロット訓練生より一足先に現場デビューを果たした。
晴が見極め試験に合格したときに、彼女に国木田が好きだということを告げた。最終回で、国木田に「好きです」と告げる。
岸井 泰治（きしい たいじ）
演 - 間宮祥太朗
真剣に訓練に取り組むため、長髪だった髪を短くカットする。すずの恋人だが、晴のことを気にしている様子を見せ、自分に気があるのだと勘違いしている。後日すずに「好きな人ができた」と振られてしまう。計器飛行試験は6人の中で最初に合格するなど、優秀な一面も持つ。
小鳥 翔（ことり しょう）
演 - 小柳友
立派な体格だが、引っ込み思案で涙もろい性格。ボーイング747型機に強い憧れを抱いている。
祖父が航空整備士として働いていた影響で、航空整備士の国家試験を受けるも不合格。しかし、航空業界に携わりたいと思う夢は諦めきれずにパイロット訓練生に応募し、見事合格を果たす。ボーイング747がラストフライトに飛び立った時、整備の吉岡よりも先に泣いてしまう。
整備士になりたかったが、今はパイロットになってよかったと話す。
山田 一男（やまだ かずお）
演 - 藤井流星（関西ジャニーズJr.）
関西出身で関西弁を喋る。一見浮ついたお調子者だが、根はまじめである。
倫子に想いを寄せているが、半人前として相手にされない。倫子からは「山岡」や「山本」などと間違えて呼ばれるが、その度に「山田です」と返す。ただ最終回に初めて「山田」と呼ばれる。
パイロットになった理由は、好きだった女を若いパイロットに取られたのが悔しかったからだと話す。
諸星 麻也（もろぼし まや）
演 - 庄野崎謙
当初は秀才気質で他人には無関心で冷たい態度を取るように見えたが、口ではきついことを言いながらも、仲間と訓練を共にする中で他者の気持ちを考えられる人間に成長していく。
千里の変化に気付いてやれていれば、全員で合格できたかもしれないと嘆いていた。諸星家は両親、兄弟とも代々医者一族というなか、家族の反対を押し切ってパイロットの道を目指してきたが、後悔はないと話す。

#### 訓練センター
国木田 孝之助（くにきだ こうのすけ）
演 - 斎藤工
機長。運航部門パイロット候補生グループA指導教官。ANA史上最年少の機長で、パイロット仲間の誰もが認める天才パイロット。「めんどくせえな」が口癖。
自分が正しいと思ったことは相手が上司でも躊躇せず進言する。晴たち訓練生を、厳しくも愛のある指導で導き、彼自身も人を育てることで成長していく。
晴が搭乗体験を受けて自信を失い訓練生を辞めそうになった時は、彼女が採用試験の時に使ったフライトシミュレーターへ連れていき、当時の様子を話して聞かせた。最後にアドバイスを与え、もう一度晴に体験搭乗の機会を与える。その時まで訓練生用の帽子は預かり、そして、晴がパイロットを辞めないと決心したときに帽子を彼女の頭に載せ返した。
アメリカ編では、晴の頼みで計器飛行の試験に落ちた千里を励ますが、2回目の試験で彼女に「不合格」を言い渡す。
かつてのバディだった弦太が会社を辞めようとしていた自分を引き留めてくれた。だが、その弦太が会社を去ってしまい、今でもそのことが悔しく遺恨を残している。
晴の訓練時に、彼女がミスした場面で弦太との想い出が重なり、つい怒鳴ってしまう。その後、「このままだと晴をダメにしてしまう」との思いから篠崎に教官の変更を申し出るが、千里の言葉や晴が「自分は教官についていく」と言ったのを聞いて、晴の訓練を再開し、合格へと導いた。弦太と喧嘩し彼が嵐の事故で亡くなった後、墓参りに何年も行っていなかったが、晴との一件で蟠りが吹っ切れ、墓参りに訪れる。最終回で、晴に振られ、千里に告白された。また、晴のデビューフライトとなった羽田ー新千歳便の機長を務める。
篠崎 一豊（しのざき かずとよ）
演 - 岩城滉一
機長。副センター長。千里の父親。2010年度自社養成パイロット試験採用担当官。かつて教官として国木田を担当した。第2の国木田の育成をめざし、国木田に教官を依頼する。私的で受けた身体検査でコレステロール値などが高いとの結果が出てからは、フライトをやめてしまう日もある。「ほんの数フィートの差だが自分のイメージ通りに飛べない、その数フィートが譲れない」という思いから、定年延長を自ら辞退した。その後、定年を待たずに引退を決意。最後に初OJTの晴の乗る機の機長としてフライトし、退職した。

#### グランドスタッフ
羽田空港第2旅客ターミナル所属。
阿倍野 すず（あべの すず）
演 - 桜庭ななみ
泰治の学生時代からの恋人。初めは泰治がパイロットになることを反対していたが、彼を追い掛ける形で同じ年度にＡＮＡへ入社する。最近泰治が千里を好きになっているのではないかと気になり始め、泰治に「好きな人ができた」と言って別れを告げる。最終回では「岸井さん」と呼んでいたが、元の「泰冶」の呼び名に戻っている。
鈴木 倫子（すずき りんこ）
演 - 菜々緒
グランドスタッフのチーフ格。他のグランドスタッフやＰ訓に対して厳しい口調で接するなど、完璧主義者的な対応を取る。国木田に一途に想いを寄せるが、他の女性スタッフを気軽に誘おうとする彼にいつも気を揉んでいる。国木田とはある「ささやき」があったことは事実のようで、恋人関係一歩手前ではあった。現在に至るまでそれ以上のことはなく、国木田とは恋人関係ではない。最近は一男と仲が良くなっている様子。

#### 関係者
三枝 かのこ（さえぐさ かのこ）
演 - 藤澤恵麻
独身寮「品川WEST」の寮母。専門学校を卒業してから別の会社に就職するも、すぐに退職。その後ANAの独身寮で働いている。寮に暮らしていない国木田が毎朝食事に来ている。晴がパイロット訓練生を辞めそうになった時は、もう一度考え直してみたらどうかと助言している。恋愛については、本作中での表立ったことはないが、国木田のバディだった弦太の墓参りへ毎年行っている。実は弦太の恋人だった。
相葉 弦太（あいば げんた）
演 - 清水伸
ANAのパイロット訓練生で、国木田のバディだった。国木田が会社を辞めそうになったときに引き留めたが、弦太はある理由で会社を去っていった。台風の晩に弦太は事故で亡くなったことが篠崎の口から語られた。国木田によると、「あいつはどんな局面でも前を見ている。技術も知識も俺（国木田）のほうが上なのに弦太にはぜんぜん勝てる気がしなかった。こういう奴がパイロットに向いてるんだなってずっと嫉妬していた。」などと語っている。篠崎いわく「水と油だったがいいコンビだった」。シミュレーター訓練後、2人は喧嘩をし、「俺は、お前（国木田）とは違うんだよ。」と言い放ってそれっきりになってしまった。そのことを国木田はずっと悔やんでいた。毎年、かのこが墓参りへ行っており、10年経って国木田も墓参りに訪れた。

### その他
手塚 茂雄（てづか しげお）
演 - 石倉三郎
手塚 よし美（てづか よしみ）
演 - 根岸季衣
晴の両親。夫婦で居酒屋「ひばり」を切り盛りしていたが、よし美はがんを患い、晴の最終審査中に死去。茂雄が娘の晴にその事実を知らせたのは、シミュレーター過程訓練の最終試験が終わり、実機訓練に入る直前だった。茂雄は「晴のファーストフライト、絶対2人で乗るからな」と晴に告げ、約束通り搭乗する。
小田 久子（おだ ひさこ）
演 - 筒井真理子
篠崎の元妻で千里の母親。千里がパイロットになることに反対していた。娘が暮らす寮で元夫と再会し、千里がいなくなったのは篠崎のせいじゃないと諭した。

### ゲスト
複数話・単話登場の場合は演者名の横の括弧（）内に表記。

#### 第1話
宮田 五郎（みやた ごろう）
演 - 鶴見辰吾（最終話）
宮田製作所社長。航空機のバネを製造する会社。親身になって晴の話を聞き、アドバイスを送る。
最終話で晴のファーストフライトに招待され、初めて飛行機に搭乗するが、目的地の新千歳空港が悪天候のため出発地の羽田へ引き返しとなってしまった。

#### 第2話
佐藤 寅雄（さとう とらお）
演 - 野添義弘
娘の結婚式に向う旅客。今まで娘と2人で暮らしてきたが、娘が結婚し自分の元から離れる寂しさからつい酒を飲み過ぎてしまう。晴の助けもあったが飲酒していたことが仇となり、搭乗する予定だった便には乗れなかった。
キヨ
演 - 吉田妙子
沖縄から北海道へ向かうツアー客の一人。当日の便に乗れるようになった矢先に「トイレに行きたい」と言い出したが、晴が咄嗟にランプバスをヒッチハイクしたおかげで間に合った。

#### 第3話
吉岡 俊一（よしおか しゅんいち）
演 - 羽場裕一（第10 - 最終話）
パイロット候補生グループAの指導教官を担当する航空整備士。2014年3月31日の完全退役が決定した機種・ボーイング747-400Dの整備に長年に渡り携わってきた。この仕事の怖さは自分には関係ないから大丈夫と考えることで、いつ何が起きても気持ちを緩めずに航空整備と向き合っていかなければならないと晴たちに教える。6人全員がパイロットになって欲しいと密かに願っている。
畑中（はたなか）
演 - 笠原秀幸
パイロット候補生グループAを指導する先輩航空整備士。厳しい口調で指導する。

#### 第4話
麻倉（あさくら）
演 - 須藤理彩
先輩女性副操縦士。晴が2度目に体験搭乗した便に副操縦士として運航に携わる。訓練生として自信を喪失していた晴に、高所恐怖症を克服した自らの体験を語り励ます。晴にお礼を言われて、一人前になったら自分は優しくはしないと言い放ったが、最後に「またコクピットで会いましょう。待ってるから」と告げ、去って行った。
藤川 愛（ふじかわ あい）
演 - 大宮千莉
晴が2度目に体験搭乗をした旅客機に1人で搭乗する女の子。飛行機パイロット職に憧れを抱き、パイロットの制服を着た晴に「女性でもパイロットになれますか?」と質問する。

#### 第5 - 7話
ロイ
演 - ボブ・サップ
訓練生たちがアメリカでの訓練中に宿泊する寄宿舎の世話係。食事も作るが、ステーキなどの体によくないものが多いため、山田や諸星らが不満を持っている。日本語は片言しか話せず、「どういたしまして」が口癖。肉続きで飽きた山田が、咄嗟にベジタブルプリーズ（野菜をくれ）と言ったとき、ロイはOKといい、キッチンで作ったのは大量の「フライドポテト」（じゃがいも＝ベジタブルだから）。それを見た男子3名は驚愕する。千里と晴は気にすることもなく美味しそうに食べた。
エリック
演 - ブレット・ギレン
晴・千里組の実機訓練を担当する教官。晴に相当手を焼いており、当初は教官変更を願い出ていた。しかし、試験前に「飛べ」と励ますほどに晴を理解し応援した。千里の異変に気付いた最初の人物。晴たちが合格し日本に帰国した後、女性職員に「また訓練生にセイアゲインと言われるのか」と愚痴をこぼしていたが、女性職員は「それがあなたの仕事でしょ」と言われる。
ジョン
演 - 浅沼コリン
岸井・小鳥組の実機訓練を担当する教官。
キース
諸星・山田組の実機訓練を担当する教官。ゲイで諸星がお気に入りらしく、狭いコクピットで諸星の顔に近づき、彼を顔面蒼白にさせる。

#### 第8 - 9話
矢沢 卓二（やざわ たくじ）
演 - モロ師岡（最終話）
オペレーションサービス部ディスパッチャー。千里の上司。篠崎の個人的事情（体調管理とフライトプランと実際のフライトの数フィートのずれが原因）や若手パイロットの成長で篠崎のフライトが減っていることも見抜いたが、若手のディスパッチャーにはまだまだ負けないと篠崎に語る。最終回の晴が搭乗するANA73便のフライトで悪天候のため新千歳空港へ着陸できず、燃料残を確認した矢沢は羽田に戻すことを瞬時に決断し、千里に羽田到着に向けてアドバイスをする。

## 劇中登場する航空機
- ボーイング787
- ボーイング777
- ボーイング767

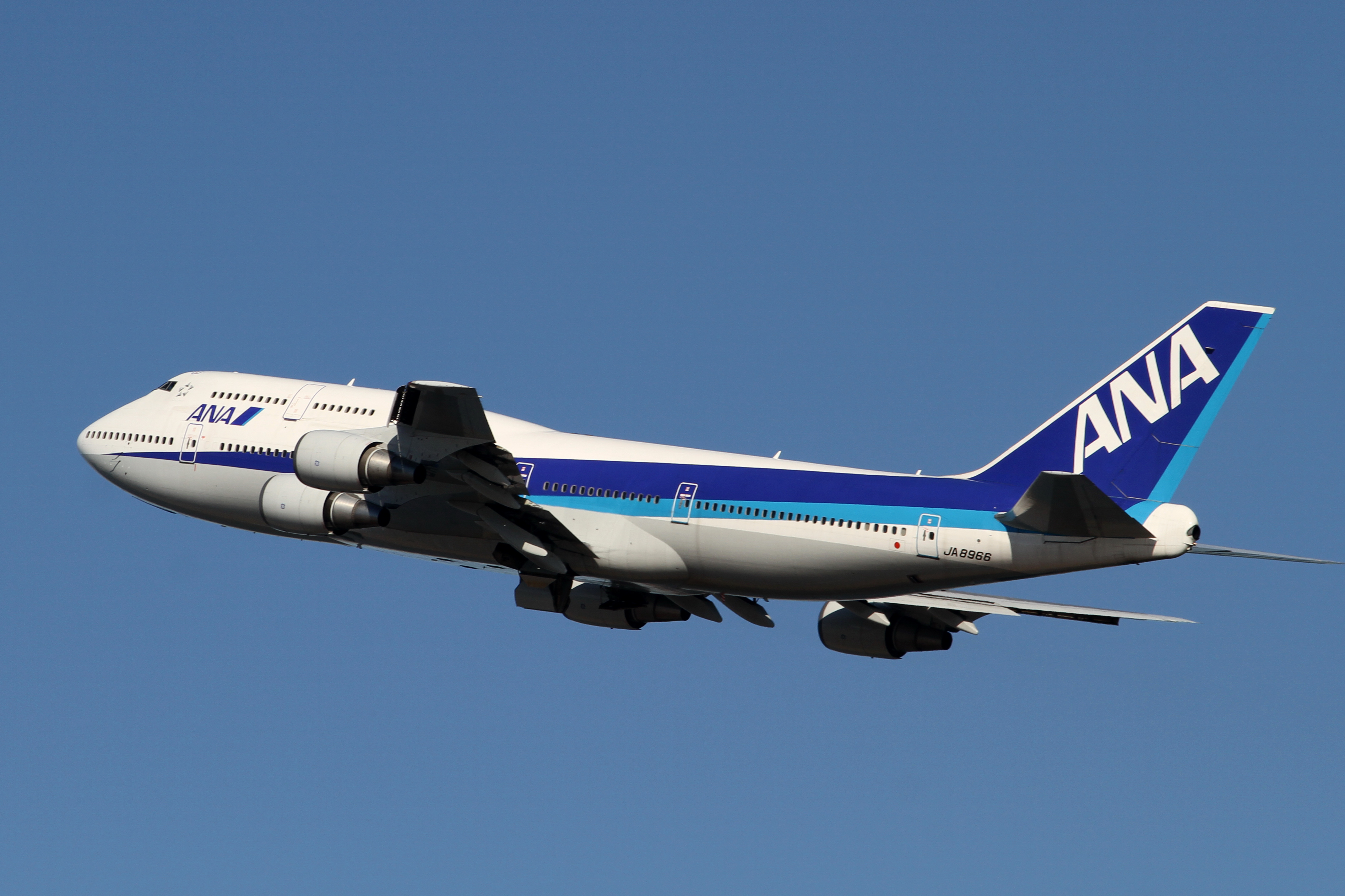
退役直前に撮影に使用された
747-400D JA8966号機

- ボーイング747-400D JA8966号機[23]
- ボーイング737
- セスナ 172
- パイパー PA-44

## 劇中登場するシミュレーター
- エアバスA320（採用試験時）、ボーイング767フルシミュレーター

## スタッフ
- 脚本 - 櫻井剛、池上純哉、小峯裕之
- 音楽 - 末廣健一郎、得田真裕
- 演出 - 澤田鎌作、成田岳、長瀬国博、森脇智延
- 主題歌 - kaho「every hero」（ソニー・ミュージックレコーズ）[24][25]
- 演出補 - 三橋利行
- タイトルバック - 山本雅之
- VFX - 鴫原譲、赤羽智史
- フードコーディネーター - 住川啓子
- 撮影協力 - 日本空港ビルデング
- プロデュース - 後藤博幸
- 協力プロデュース - 関口大輔、古郡真也
- プロデュース補 - 羽鳥秋乃
- US CREW
  - producer - Hiroki Shirota
  - 1st AD - Yoshiteru Haruta
- 協力 - 全日本空輸、UND AEROSPACE
- 制作協力 - FILM
- 制作著作 - フジテレビドラマ制作部

## エピソードリスト
| 話数 | エピソードタイトル                              | 初回放送日 | 脚本             | 演出     | 視聴率 |
| --- | ----------------------------------------------- | ---------- | ---------------- | -------- | ------ |
| 第1話 | 下町の居酒屋の娘、パイロットになる!             | 10月15日   | 櫻井剛           | 澤田鎌作 | 15.0%  |
| 手塚晴は将来の夢や希望も定まらず、家業の居酒屋を手伝いながら、手当たり次第に採用試験を受けては不合格の通知を受け取っていた。たまたま手にしたパイロット養成の募集要項を見て、安易な気持ちで受験した晴だったが、試験で操縦したフライトシミュレーターで空を飛ぶ感動を味わう。飛行機にも乗ったことのなかった晴は、その時初めてパイロットになりたいという目標を持つ。そんな折、小さな製作所から内定通知が届く。晴の飾らない性格を見抜いて、宮田社長が採用を決めたのだ。しかし晴が正直に自分の心境を打ち明けると、宮田は晴が採用を断ったにもかかわらず応援してくれたのだった。 一方、航空会社の採用担当官・篠崎にも嘘をつかない正直な性格が認められ、晴は順調に選考を通過していった。そうして最終選考まで進む中、晴の他にもう一人、女性の受験生・小田千里が残っていた。晴は会社説明会で千里と出会った時から気軽に声をかけたが、パイロット一筋に勉強を重ねてきた千里にとってはうっとうしい存在であった。しかし最終的に二人とも候補生として採用され、同じグループで訓練を受けることになり、お互いに自分には無い部分を見つけ、徐々に打ち解けていく。同じグループには二人の他に4名の男性訓練生がいて同じ寮で生活しながら訓練を受けることになる。 |                                                 |            |                  |          |        |
| 第2話 | 新人訓練生の試練! 空港ターミナルで上司に物申す! | 10月22日   | 櫻井剛           | 成田岳   | 12.4%  |
| グランドスタッフの研修を行うことになったパイロット訓練生、略してP訓たちは飛行訓練がないことに不満を抱きながらもしぶしぶ仕事をこなしていた。しかし晴だけは持ち前の明るさと家業の手伝いで慣れた接客の手際の良さで喜々として励んでいた。そんな中、晴は酒に酔った客の面倒を見ていたが、搭乗時刻になっても現れない。晴は必死に探し出し、カウンターまで連れてきたが、グランドスタッフでP訓を担当する鈴木倫子の「酔った状態では乗せられない」という判断により、次の便への振り替えが決まる。その時、晴は倫子が言った「セカンドベスト」という言葉に違和感を感じた。 数日後、沖縄から北海道へ向かうツアー客が予定より遅れて到着。乗り換えまでの時間は少なく、高齢者が多い団体で、乗り場も離れていた。倫子は短い時間での移動は困難と判断し、ここでも「セカンドベスト」、すなわち翌日の便への振り替えを決める。そして倫子には遅延や健康への影響について諭される。しかし晴は楽しそうな乗客の姿を見て「旅行の大切な一日を失わせたくない」という強い思いに駆られ、倫子の制止を振り切り、誘導を開始してしまう。初めは乗り気ではなかった千里や同じグループの男性P訓四人だが、晴の熱意に共感し協力し始める。ところが団体客の一人がトイレに行きたいと言い出し、晴が案内することになったのだが、更なるトラブルが発生する。 |                                                 |            |                  |          |        |
| 第3話 | 墜落を阻止せよ!! 訓練生に立ちはだかる整備研修!  | 10月29日   | 小峯裕之         | 成田岳   | 10.3%  |
| 依然としてコクピットに座ることもなく苛立ちを隠せないP訓たちは、次に機材整備の研修を受けることになる。地味で根気のいる仕事は飛行機好きの者にとっては興味ある作業だが、その辛さに耐えられなくなり投げ出す者も出る。次第に6人がそれぞれ勝手な行動をとるようになる。国木田教官や吉岡整備士も訓練生たちのチームワークのなさを危惧する。研修の終盤、2014年3月31日に完全退役するボーイング747-400Dを熱心に整備する吉岡たちの姿を見る。整備士たちの無事故へのこだわりと油断することへを戒めを知った晴たちの心は動かされ、最後の清掃を全員で手伝う。お別れセレモニーに参加した6人は全員でパイロットになることの決意を新たにする。 |                                                 |            |                  |          |        |
| 第4話 | 飛行訓練開始! 初のコックピットで…               | 11月05日   | 小峯裕之         | 長瀬国博 | 12.7%  |
| P訓たちは羽田空港から体験搭乗に出発する。まだ一度も飛行機に乗ったことのない晴は、初めてのフライトに心がときめいていた。晴は面接を担当した篠崎が機長である新千歳空港行きの便のコックピットに意気揚々と乗り込んだ。しかし一旦機体が離陸し始めると、篠崎たちの専門用語ばかりの会話を聞いて、晴は全く理解できず、すっかり自信を失ってしまう。寮に戻った他のP訓たちは体験搭乗での思いを熱く語る。それを聞いて晴は、さらに意気消沈する。晴は千里に打ち明けようとするが、なかなか本気で取り合ってくれない。思いつめた晴は国木田教官に直接「辞めたい」と話す。国木田は晴を突き放しながらも、晴にもう一度チャンスを与える。篠崎も晴に何故採用されたのかも含めてもう一度よく考えるようにと諭す。晴は実家に戻り、家業の手伝いを終えると、二人の言葉を思い返していた。 寮に戻った晴は、国木田に採用試験の時に使ったフライトシミュレーターへ連れ出され、当時の様子を聞かされる。晴は不安を訴えるが、国木田は最後にアドバイスを与え、もう一度、体験搭乗の機会を与える。 |                                                 |            |                  |          |        |
| 第5話 | 地獄の飛行訓練、始まる!                         | 11月12日   | 池上純哉         | 澤田鎌作 | 11.0%  |
| いよいよP訓たちはアメリカでの実機訓練に旅立つ。現地に着いた彼らに待ち受けていたのは、過酷なミッションの連続だけではなく、言葉や習慣、食べ物の違いだった。そして学科教習を何とか終え、実機訓練前筆記試験にもギリギリで通過した晴だったが、最初のフライトではやはり緊張してしまい、現地訓練教官の英語が理解できず、訓練は進まなかった。そのしわ寄せは、晴のバディである千里の訓練時間の減少となって表れる。我慢の限界に達した千里は国木田に晴とのバディ解消を直訴し、他のP訓たちとも距離を置くようになる。しかし国木田は逆に千里にしか晴のバディは務まらないと、千里の指導力に期待していることを明かす。そこで千里は一大決心をし、必死に晴と自主トレーニングを開始する。時に弱音を吐きながらも、晴は千里の教えを真剣に受け、上達していく。そしてついにソロフライトの日が来た。P訓5名は順調に飛行を終え、最後に晴の番がくる。晴は千里と励んだ練習を思い出し、必死に落ち着き、全力を尽くして操縦する。そして無事に着陸した時、P訓たちは歓声を上げて晴を迎えたが、千里は一人滑走路の傍にいた。 |                                                 |            |                  |          |        |
| 第6話 | アメリカ訓練佳境へ まさかの一人脱落…            | 11月19日   | 池上純哉         | 澤田鎌作 | 11.6%  |
| P訓たちは難関の一つである、計器飛行試験の日を迎える。チャンスは2回。これに合格しないと、訓練を中止し帰国することになる。試験終了後、国木田がこの日の合格者は1名だけだと告げると、皆は千里を注視する。ところが名前を呼ばれたのは岸井だった。国木田は、小鳥と諸星は横風への対応のまずさ、晴と山田は横風への対応は良かったが計器飛行の操作の不十分さ、千里はバードストライクで動揺し、着陸でのミスをそれぞれ指摘する。完璧を目指していた千里は落胆するが、国木田の助言とバディである晴の明るさに励まされ、元気を取り戻す。二人で続けていた朝のジョギングに、他のP訓たちも参加し始め、不合格をバネに結束力が高まっていく。2度目の試験に向かって真剣に練習を繰り返したP訓たちに、最後のチャンスとなる計器飛行試験の日がやってくる。 千里はまたしても不運なことに、アクシデントに会う。対向機が近寄ってきたのだ。その後、無事着陸はしたのだが、国木田は飛行中から押し黙っていた。晴は着陸の際に強い横風に流されたが、P訓たちが声援を送る中、落ち着いて着陸し、全員の飛行を終えた。ついに国木田の結果発表を聞くときがくる。国木田は「今日の合格者は4名だ」と告げ、彼の口から意外な不合格者の名前が呼ばれる。 |                                                 |            |                  |          |        |
| 第7話 | アメリカで仲間へ遺すラストメッセージ            | 11月26日   | 池上純哉         | 澤田鎌作 | 12.7%  |
| 計器飛行試験を受けていた千里は、接近してきた別の機体を見てパニックを起こし、操縦不能に陥っていた。その後の操縦と着陸はエリックが代わっていたのだ。試験終了後、国木田から不合格を告げられた千里は気丈に明るく振る舞うが、P訓のメンバー達はいたたまれない気持ちでいた。晴は千里が失敗した原因や悩みを打ち明けられなかったのはバディである自分のせいだと悔やむ。千里が帰国すると、晴に一冊のノートが渡される。そこには千里からメンバー一人ひとりへのアドバイスとメッセージが詳細に書かれていた。メンバーたちは千里の観察の鋭さに驚かされるとともに、千里のことをもっと見てあげればよかったと後悔する。一方、日本では篠崎と地上スタッフが出迎えていたが、千里の姿はなかった。それを聞いた晴は居てもたってもいられず、次の試験を受けずに帰国すると言い出す。国木田はそれは反って千里の意に背くことになると説得する。結局、千里は別の便で帰国したことが判明するが、所在はつかめないままであった。 ついにP訓たちはアメリカでの訓練を終え、帰国する。他のメンバーたちが友人や家族らとの再会を喜び合う中、晴は千里に連絡を取ろうとするが応答はなかった。 |                                                 |            |                  |          |        |
| 第8話 | パイロットの夢叶える者、絶たれた者…             | 12月03日   | 櫻井剛           | 長瀬国博 | 10.7%  |
| 所在が分からず、晴が必死に連絡を取ろうとしていた千里だが、偶然再会した国木田に辞職願を渡す。パイロット不適格とされた千里にとって、空に関わる他の部署に就くことは耐えられなかったのだ。ついに篠崎は父親として千里と向き合うことを決心し、過去の出来事を詫びるとともに千里の今後について親身になって考え、真剣に話す。それまで父に反発していた千里だったが、挫折を味わった今では、素直に父の言葉に耳を傾けることができた。晴は自分の気持ちを千里にぶつけ、将来を案じて必死に他の仕事を探して引き止める。他のP訓たちも千里の気持ちを変えようと姑息な手段まで考えるが、千里は応じない。口では冷たくあしらっていた国木田だが、皆の前で篠崎から聞いた千里の幼い頃の夢を語る。それを聞いた千里は訓練での日々が脳裏に浮かび、空への憧れを取り戻し、退職を思いとどまる。千里と晴の仲も以前のように親密に戻る。そして晴たちは次の訓練へと進むのだが、晴は父親から話があると連絡を受けていた。 |                                                 |            |                  |          |        |
| 第9話 | 旅客機操縦までカウントダウンの晴に緊急事態発生… | 12月10日   | 櫻井剛           | 森脇智延 | 10.6%  |
| ボーイング767のシミュレーター訓練が始まった。小型機と違い、速度も一段と速くなり、操縦の手順も複雑になる。意気揚々とした晴だったが、父・茂雄から母・よし美ががんであるという連絡をもらって愕然とする。晴は母のことが気にかかり、訓練に身が入らなくなる。晴の様子を心配した国木田は、ディスパッチャーの資格を取るため仕事に励んでいた千里に、晴の力になってやるよう話をする。そこで千里が晴の相談に乗ろうとするが、晴は何も語らない。母が入院した後、晴は皆に内緒で実家の居酒屋を手伝い、夜中に寮に戻って自習をしていた。しかし訓練では集中力を欠き、さらに食事もほとんど手がつかない状態だった。ついに晴は訓練の後、倒れてしまい、医務室へ運ばれる。P訓たちが見守る中、国木田はパイロットは片手間でやれるほど甘い仕事ではないと言い放つ。国木田は千里に言い過ぎたろうかと語る。千里は晴と話すが、晴は心の整理がつかなかった。 休日の夜、晴は寮で休み自習していたが、やはりじっとしていられず実家に行くと、千里やP訓の皆が店を手伝っていた。さらに仲間だけではなく、すず、倫子、かなこ、国木田の姿もそこにあった。晴の母はその話を聞いて決心して店に戻り、晴も母の思いや皆の気持ちを支えに、見極め試験を無事に乗り切った。千里は晴との秘密は作らないという約束通り、自分は国木田のことが好きであると打ち明ける。 |                                                 |            |                  |          |        |
| 第10話 | 翔べ! いざ、ファイナルミッションへ!             | 12月17日   | 櫻井剛、小峯裕之 | 成田岳   | 10.6%  |
| 体調を崩して訓練が遅れている晴は、他のP訓たちより一週間遅れての最終審査を迎えることとなる。先に審査を終えた4名は無事合格する。しかし千里を脱落させてしまった国木田は教官として責任と焦りを感じ、また自身のバディだった弦太の思い出とも重なり、訓練中に思わず晴を怒鳴ってしまう。国木田の落ち着かない様子を感じた篠崎は国木田を激励する。また篠崎は千里にかつて国木田と弦太の間にあった出来事を話す。それを聞いた千里は、国木田に晴には今まで通りきちんと向き合ってほしいと強く申し出る。一方、既に合格したP訓たちは晴の練習に付き合い、実際の審査で気づいたことを晴にアドバイスしていた。晴は母のことを気遣いながらも熱心に練習に励んでいた。その夜、国木田が食堂でかのこに弱音を吐いていると、千里から国木田とバディの話を聞いた晴が駆け寄り、国木田が最後まで自分の教官であってほしいと直訴する。そして国木田とP訓たちとの猛特訓が始まる。 一週間後、遂に審査の時が来る。P訓たちが廊下で聞き耳を立てる中、国木田は晴に合格を告げる。晴たち5名はシミュレーター課程を修了し、実機訓練へと進む。そんな折、晴は父から母が亡くなったという知らせを受ける。すると晴は国木田の胸で泣き崩れる。ちょうどそこに千里が見送りに現われ、二人の様子を見て呆然とする。その日からさらに10日が経ち、晴は悲しみを乗り越え、実際の機体を操縦し、空へ飛び立ってゆく。 |                                                 |            |                  |          |        |
| 最終話 | 初フライトで緊急事態! 衝撃の一部始終…           | 12月24日   | 池上純哉         | 澤田鎌作 | 10.8%  |
| P訓たちははれて3本ラインの制服に身を包みOJTへと飛び立つ。晴は病欠の機長に代わり、篠崎が機長を務める伊丹便に乗ることになる。オペレーションサービスで千里から情報を受けた後、晴は篠崎から最後に晴と飛んでみたかったと聞かされる。口止めはされたが黙っていられない晴は千里にこっそり話す。千里は晴に機長の言うことは守らなければならないと諭すが、展望デッキに出て晴と篠崎の乗った便を見送る。その夜、ラストフライトを終えた篠崎は一人で寮を訪れ、かなこを相手にグラスを傾けていた。そこに千里と国木田が現われ、突然の引退を決めた篠崎に対し怒りを露わにしてしまう。篠崎は千里に対し、素直に謝るが、千里は父に感謝の言葉をかける。そして3人でささやかな送別会を始めた。P訓たちはOJTを終え、副操縦士の辞令が渡される。晴の初フライトはクリスマスイブの夕方、16:15発新千歳行きANA73便（国木田が機長）に決まった。すると晴は国木田に話があると呼び出す。それは国木田のことを異性として意識していないという告白だった。唖然とする国木田だったが、その夜寮で夕食を待っていると、今度は千里が現われ、一言「好きです」と告げると、呆然とした国木田を残して去っていった。 晴の初フライトの日が来た。晴は父と宮田社長を招待していた。オペレーションサービスでは、新千歳の天候は吹雪で、着陸できずに羽田に引き返す可能性もあると話し合われた。いよいよ晴と国木田の新千歳行き73便が離陸する。悪天候の中、時間は多少かかりつつも順調に飛行を続けた73便だったが、新千歳空港への着陸寸前、滑走路が目視できず、ゴーアラウンド。搭載した燃料の状況から再度の着陸をすることが難しくなり、羽田に引き返すこととなる。その時、元P訓の仲間たちはそれぞれ予定があったが、都合をつけて73便の羽田到着準備に力を貸す。到着後、新千歳に向かう客は臨時便で新千歳に向かったが、当初臨時便で使用する機種が767から急きょ777に機種変更となり、その日767型機スタンバイ要員であった諸星の初フライトは実現しなかった。全ての業務が終わり、客が去ったロビーに国木田と同期6人が集まり、入社説明会〜採用試験〜訓練〜初フライトまで共に過ごした時間に思いをはせる。 |                                                 |            |                  |          |        |

平均視聴率 11.7%（視聴率は関東地区・ビデオリサーチ社調べ）

## 遅れネット局
- 青森テレビ（TBS系列）…2014年1月8日から平日13:55 - 14:50に放送。
- 山梨放送（日本テレビ系列）…2014年4月8日から5月13日までの毎週火・水曜日24:54 - 25:50[27]に放送。

## ストーリーブック（ドラマオリジナル原作本）と本ドラマとの設定の違い
- 晴の実家の居酒屋の店名（ドラマではひらがな、ブックではカタカナ）
- 第3話の過去の航空事故の事例の紹介（ドラマでは教官だが、ブックでは整備の吉岡が説明）
- アメリカ訓練での計器飛行試験（ドラマでは教官同乗、ブックでは管制塔からチェック）
- アメリカ訓練後のシミュレータ訓練課程から最終回まで、ドラマ版オリジナルの展開になる。また、晴の初フライトはストーリーブックでは2014年になっているが、ドラマ版では最終回当日の2013年12月24日になっている。
- ストーリーブックでは晴は国木田教官の事が好きであることを小田に告白したが、ドラマではあんまり好きではないと振ってしまう。また、小田については、ストーリーブックでは国木田に告白したものの、国木田に即答で断られるが、ドラマでは告白された後、どうなったかは曖昧なままとなった。また7#で千里が搭乗する予定の便は成田に到着するはずだが倫子とすずがいる羽田空港の国内線第二旅客ターミナルに到着している。

## 備考
- ドラマを企画した後藤プロデューサーと澤田監督は航空ドラマに携わるのが初めてだったため、「TOKYO コントロール」「TOKYOエアポート」などを手がけてきたスタッフが参加。ANAや国土交通省などとの調整作業や脚本の直しなどを行った。
- アメリカでの撮影は、ノースダコタ州グランドフォークスで行われた。このロケには東海大学とノースダコタ大学が協力している。ロケチームは「SP The Motion Picture」で海外経験を積んだスタッフが参加している。
- 第3話のボーイング747引退のエピソードは、映画「ハッピーフライト」公開時に制作されたドキュメンタリー番組「FLY! FLY! FLY!」の実話「飛行機の墓場 モハベ空港」をドラマ化したもの。但し退役機材の解体先に違いがあり、ANAの747在来型はモハベ空港へ回送されたのに対し、747-400Dはテューペロ空港へ回送されている。